# آساکازو ناکای

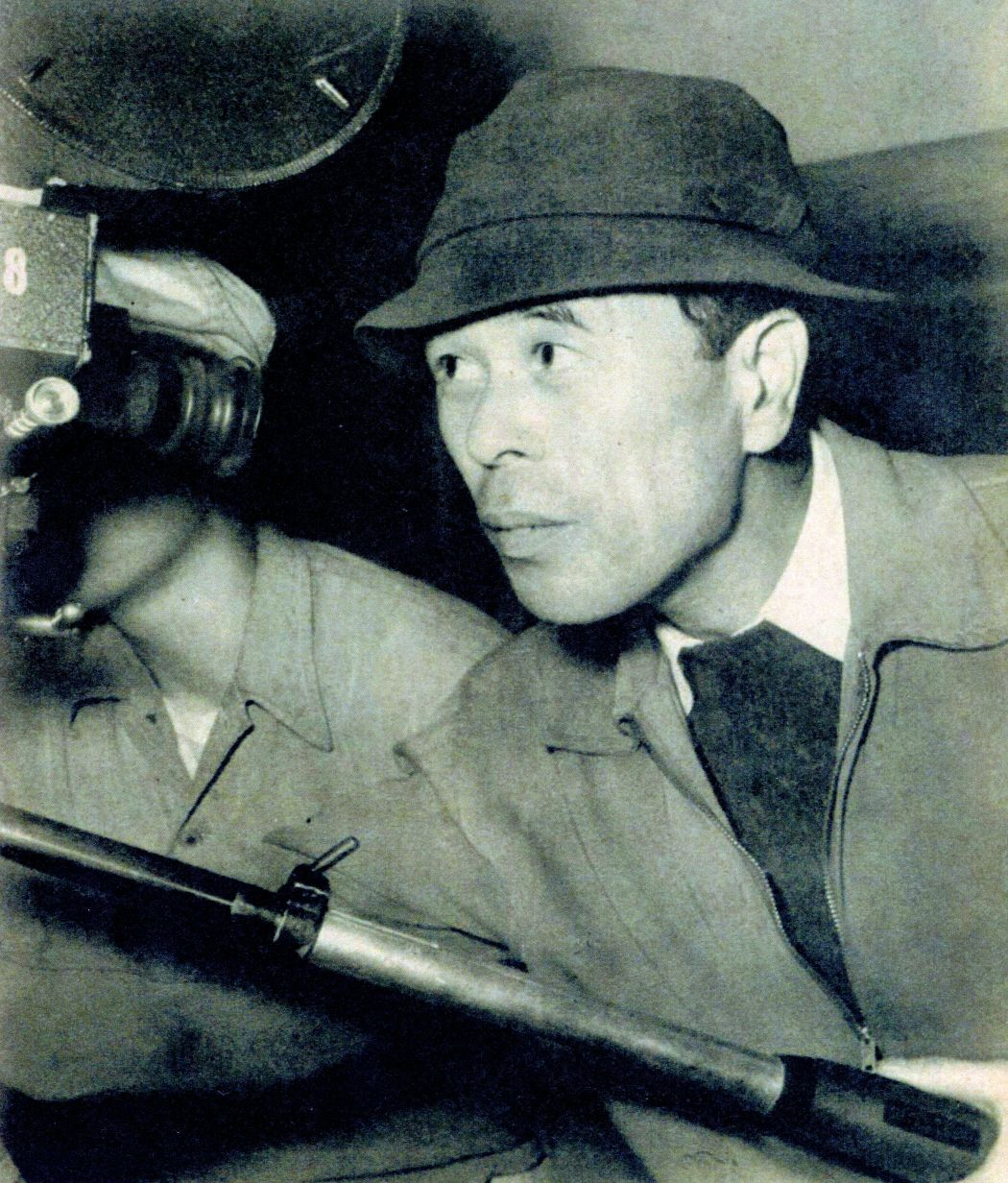
آساکازو ناکای

آساکازو ناکای (ژاپنی: 中井朝) زاده ۲۹ اوت ۱۹۰۱ در کوبه - درگذشته ۲۸ فوریه ۱۹۸۸) فیلم‌بردار اهل ژاپن بود.

## برگزیده فیلمشناسی
- هفت سامورایی
- سریر خون
- بهشت و دوزخ
- ریش قرمز
- درسو اوزالا
- آشوب (نامزد جایزه اسکار بهترین فیلم‌برداری)
- سگ ولگرد (برنده جایزه فیلم ماینیجی)